# Élections locales écossaises de 1995
Les élections locales écossaises de 1995 se sont déroulées le 6 avril 1995.

## Résultats
| Partis | Partis              | Voix      | Voix   | Total des sièges | Total des sièges |
| Partis | Partis              | Votes     | %      | Sièges           |                  |
| ------ | ------------------- | --------- | ------ | ---------------- | ---------------- |
|        | Travailliste        | 742 557   | 43,57  | 613 / 1155       |                  |
|        | SNP                 | 444 918   | 26,11  | 181 / 1155       |                  |
|        | Conservateur        | 196 109   | 11,51  | 82 / 1155        |                  |
|        | Libéraux-démocrates | 166 141   | 9,79   | 121 / 1155       |                  |
|        | Indépendants        | 130 642   | 7,67   | 151 / 1155       |                  |
|        | Autres              | 23 781    | 1,36   | 7 / 1155         |                  |
| Total  | Total               | 1 702 148 | 100,00 | 1155 / 1155      |                  |

### Majorité dans les conseils

Majorité dans les conseils

| Conseil               | Majorité élue | Majorité élue |
| --------------------- | ------------- | ------------- |
| Aberdeen City         |               | Travailliste  |
| Aberdeenshire         |               | Sans majorité |
| Angus                 |               | SNP           |
| Argyll and Bute       |               | Indépendant   |
| Clackmannanshire      |               | Travailliste  |
| Dumfries and Galloway |               | Travailliste  |
| Dundee City           |               | Travailliste  |
| East Ayrshire         |               | Travailliste  |
| East Dunbartonshire   |               | Travailliste  |
| East Lothian          |               | Travailliste  |
| East Renfrewshire     |               | Sans majorité |
| City of Edinburgh     |               | Travailliste  |
| Falkirk               |               | Travailliste  |
| Fife                  |               | Travailliste  |
| Glasgow City          |               | Travailliste  |
| Highland              |               | Indépendant   |
| Inverclyde            |               | Travailliste  |
| Midlothian            |               | Travailliste  |
| Moray                 |               | SNP           |
| North Ayrshire        |               | Travailliste  |
| North Lanarkshire     |               | Travailliste  |
| Perth and Kinross     |               | SNP           |
| Renfrewshire          |               | Sans majorité |
| Scottish Borders      |               | Sans majorité |
| South Ayrshire        |               | Travailliste  |
| South Lanarkshire     |               | Travailliste  |
| Stirling              |               | Travailliste  |
| West Dunbartonshire   |               | Travailliste  |
| West Lothian          |               | Travailliste  |